# Unione Nazionale (gruppo parlamentare)
Unione Nazionale fu un gruppo parlamentare e politico di destra costituitosi nel 1947 nell'Assemblea Costituente per iniziativa di alcuni fuoriusciti del Fronte dell'Uomo Qualunque.

## Antefatto
Il Fronte dell'Uomo Qualunque era già di per sé un movimento politico dalla struttura leggera ed informale, completamente opposta a quella dei partiti di massa che si erano formati in Italia. 
Nonostante i significativi successi iniziali ottenuti principalmente a Roma e nell'Italia meridionale, si verificarono mancanze legate sia alla scarsa coesione interna, sia alla conseguenza difficoltà nell'elaborare un programma politico coerente e pienamente riconoscibile.
Guglielmo Giannini avrebbe voluto portare il raggruppamento all'interno delle file del Partito Liberale Italiano; i vertici di quest'ultimo lo rifiutarono categoricamente a causa delle sue posizioni giudicate eccessivamente conservatrici e ambigue verso i nostalgici del fascismo.
La scissione si concretizzò una volta constatato l'atteggiamento, ritenuto accondiscendente dagli intransigenti interni, verso il Governo De Gasperi IV, con la cui maggioranza il segretario aveva intavolato un confronto in previsione delle elezioni amministrative locali. 
Furono quindi 14 i deputati che abbandonarono l'Uomo Qualunque, e il 15 novembre 1947 ufficializzarono tale scelta, evidenziando contrarietà a compromessi con le forze di governo centriste alla guida del paese.

## Il gruppo
Il gruppo parlamentare, guidato da Emilio Patrissi, non ebbe lunghissima vita, dato che il 31 gennaio successivo l'Assemblea terminò i suoi lavori, almeno per ciò che riguardava le sedute d'aula e non si trasformò mai in un vero partito . 
Alcuni dei suoi componenti, in una condizione di ampio agio economico nella loro sfera privata, neanche si ripresentarono alle elezioni del 1948; altri, come Patrissi e Giuseppe De Falco, formarono la lista Movimento Nazionalista per la Democrazia Sociale; altri si rivolsero al Democrazia Cristiana, al Partito Liberale Italiano e al Partito Nazionale Monarchico; Guido Russo Perez, si avvicinò infine al nascente Movimento Sociale Italiano.

## I membri
- Emilio Patrissi, presidente
- Bartolomeo Cannizzo, vicepresidente[3]
- Ezio Coppa, segretario
- Pietro Castiglia
- Vincenzo Cicerone
- Tommaso Corsini
- Giuseppe De Falco
- Armando Fresa
- Mario Marina
- Gennaro Patricolo
- Ottavia Penna Buscemi
- Renato Puoti
- Guido Russo Perez
- Vincenzo Selvaggi